# Spanish Town
Spanish Town (topónimo inglés: 'Ciudad Española', en criollo jamaiquino: Panish Tong) es una ciudad de Jamaica fundada en 1520 por el gobernante español Francisco de Garay con el nombre de Nuestra Villa de la Santísima Señora de la Vega o Villa de la Vega, que con el tiempo pasaría a conocerse como Santiago de la Vega o St. Jago de la Vega antes de adquirir su nombre actual. Fue capital de Jamaica hasta el siglo XIX, cuando los ingleses trasladaron la capital de la isla a Kingston. Esta ciudad sirve como capital de la parroquia de Saint Catherine, localizada en el condado de Middlesex.
La ciudad se sitúa a orillas del río Cobre, a unos 10 kilómetros tierra adentro de la bahía de Cagway.

## Historia

### Jamaica española (1520-1655)
Fue fundada en 1520 por Francisco de Garay, y en 1534 Santiago de la Vega se erigió como la población permanente de mayor importancia de la Jamaica española, tras el abandono de la efímera Sevilla la Nueva del norte de la isla antos constantes ataques de filibusteros franceses. De igual forma que muchos asentamientos de la época colonial española temprana en el Caribe, la economía de Santiago de la Vega se centró en la plantación de cultivos comerciales, en especial, de la caña de azúcar. La agricultura y ganadería de subsistencia eran las actividades secundarias.
La villa fue atacada en 1640 y 1643 por piratas y corsarios ingleses. En 1644, contaba con una población de 400 españoles y unos 2.000 negros y mulatos, siendo defendida por tres compañías de infantería y una de caballería, suministradas por los mismos habitantes. El doctor Alonso de Espinosa Centero, vecino de la isla, escribió un memorial al rey Felipe IV sobre la vulnerabilidad de Jamaica ante una invasión inglesa y la falta de socorro de la metrópoli y de las colonias americanas.
En 1655, tras una fallida invasión a Santo Domingo en lo que sería el inicio de la Guerra anglo-española, la flota inglesa del Western Design emprendió rumbo a Jamaica, desembarcando en Caguaya en mayo. El Capitán General Cristóbal de Isasi ordenó la evacuación de la villa, pero los cientos de hombres que acudieron a su defensa sólo pudieron ofrecer una mínima resistencia ante los cerca de 9.000 atacantes ingleses, quienes tomaron definitivamente Santiago de la Vega el 21 del mismo mes.
Para 1655, la población de la villa era de 1.500 habitantes.

### Colonia británica de Jamaica (1655-1962)
Bajo control inglés, la ciudad fue renombrada como Spanish Town, sin embargo, su importancia fue eclipsada por la creciente Port Royal hasta que ésta fuera destruida por un terremoto en 1692. Spanish Town mantuvo su lugar como el centro administrativo de la Colonia de Jamaica hasta 1872, año en que la capital fue trasladada a Kingston.

## Puntos de interés
Construida en la orilla occidental del Río Cobre, la ciudad se encuentra a trece millas de Kingston, en la carretera principal. Su historia estuvo marcada por dos períodos coloniales importantes: el dominio español (de 1534 a 1655) y el inglés (de 1655 a 1872). Después de eso, la capital se trasladó a Kingston. Durante esta última etapa, la Iglesia Anglicana se apoderó de la catedral, construida por los españoles en el siglo XVI y considerada una de las primeras catedrales levantadas por los españoles en el Nuevo Mundo.
La arquitectura histórica y los nombres de las calles están marcados por la historia colonial, como las calles Red Church y White Church, así llamadas por las capillas españolas de la Cruz Roja y la Cruz Blanca, así como Monk Street, en referencia al monasterio que en otro tiempo estaba en las inmediaciones de esta calle. Las calles Nugent y Mánchester recibieron el nombre de los gobernadores coloniales británicos, George Nugent y William Montagu, quinto duque de Mánchester. King Street pasa por King's House, la residencia del gobernador, y Constitution Street, cerca de la plaza, hace referencia al antiguo centro administrativo de la isla. Del Período de la Regencia son algunos edificios del centro de la ciudad, como el Rodney Memorial, flanqueado por dos cañones del barco francés Ville de Paris (1764), y la fachada de la Old King's House, la que fuera la residencia del gobernador hasta 1872.
Por otra parte, en Spanish Town se ubica uno de los primeros puentes de hierro fundido, diseñado por Thomas Wilson y fabricado por Walker and Company de Rotherham (Inglaterra). El puente, que cruza el río Cobre, se construyó en 1801 y costó 4.000 libras esterlinas. Sus cuatro nervaduras arqueadas se apoyan en macizos estribos de mampostería. Después de que los pilares se deterioraran, poniendo en peligro la estructura, el Fondo Mundial de Monumentos lo incluyó en la lista de World Monuments Watch de 1998.
En 2004 se inició un proyecto de restauración, con financiación proporcionada por American Express a través del Fondo Mundial de Monumentos. El progreso fue lento hasta 2008, cuando se renovó el esfuerzo de restauración. Una primera fase de restauración se completó en abril de 2010, cuando la reparación de los estribos permitió reabrir el puente al público. Más recientemente, la violencia en la zona ha impedido que el puente alcance el estatus de Patrimonio de la Humanidad de la UNESCO.
Por el contrario, se encuentran en muy buen estado de conservación la Casa de la Beneficencia, un hospital público y una institución penitenciaria, edificios construidos en el siglo XVIII.
En la ciudad también se encuentran los Archivos Nacionales de Jamaica.

## Población
En la ciudad viven unas 170.359 personas, según las cifras que arroja el censo realizado en el año 2010.